# عشق ۱۰۰ ینی
«عشق ۱۰۰ ینی» (انگلیسی: 100 Yen Love) یک فیلم درام و ورزشی  محصول سال ۲۰۱۴ سینمای ژاپن به کارگردانی ماساهارو تاکه با بازی ساکورا آندو و هیروتومی آرای است. این فیلم برای جایزه اسکار بهترین فیلم خارجی زبان در هشتاد و هشتمین دوره جوایز اسکار انتخاب شد، اما نامزد نشد.
این فیلم برنده جایزه سینمایی Splash Cinema ژاپن در ۲۷ دوره جشنواره بین‌المللی فیلم توکیو شد.

## بازسازی
- یولو (۲۰۲۴)